# Praterkraftwerk
Das Praterkraftwerk ist ein 2010 neu in Betrieb genommenes Laufwasserkraftwerk in München. Errichter und Betreiber ist die Praterkraftwerk GmbH, ein gemeinsames Tochterunternehmen der Stadtwerke München und der mittlerweile insolventen Green City AG.

## Technik
Das Kraftwerk liegt im „Große Isar“ genannten Flussarm westlich der Praterinsel. Um das Wasser für den Fabrikbach, der den Eisbach im Englischen Garten speist, abzuzweigen, wurde hier das Praterwehr errichtet. Nach dem Wehr und einigen Betonkaskaden vereinigt sich die große Isar wieder mit der Kleinen Isar, die die Praterinsel auf der Ostseite umfließt. Der Höhenunterschied des Wehres und der Kaskaden wird zur Energieerzeugung genutzt. Um das Erscheinungsbild vor Ort nicht zu verändern, wurde das Kraftwerk größtenteils unterirdisch errichtet. Nach dem Einlaufbauwerk direkt am westlichen Ende des Wehres verläuft die Druckleitung fast vollständig unter dem Flussarm.
Das Kraftwerk selbst liegt unter der letzten Kaskadenstufe und ist von außen nicht sichtbar. Das mit einer Kaplan-Rohrturbine ausgerüstete Kraftwerk hat eine Leistung von 2,5 MW.
Im Februar 2010 wurde damit begonnen, Turbine und Generator zu montieren. Der Laufraddurchmesser der speziell angepassten Kaplan-Rohrturbine beträgt ca. 2,3 m. Die Turbine wiegt ca. 30 t. Der Generator stammt von Enercon, ist ein vielpoliger Langsamläufer und benötigt daher kein zwischengeschaltetes Getriebe. Stattdessen wird der vom Synchrongenerator erzeugte, inhomogene Wechselstrom, zunächst in Gleichstrom umgewandelt. In speziellen Wechselrichtern wird dann, gemäß den Netz-Erfordernissen, das Endprodukt erzeugt, mit 50 Hz und dem gewünschten Blindleistungsfaktor (cos φ).

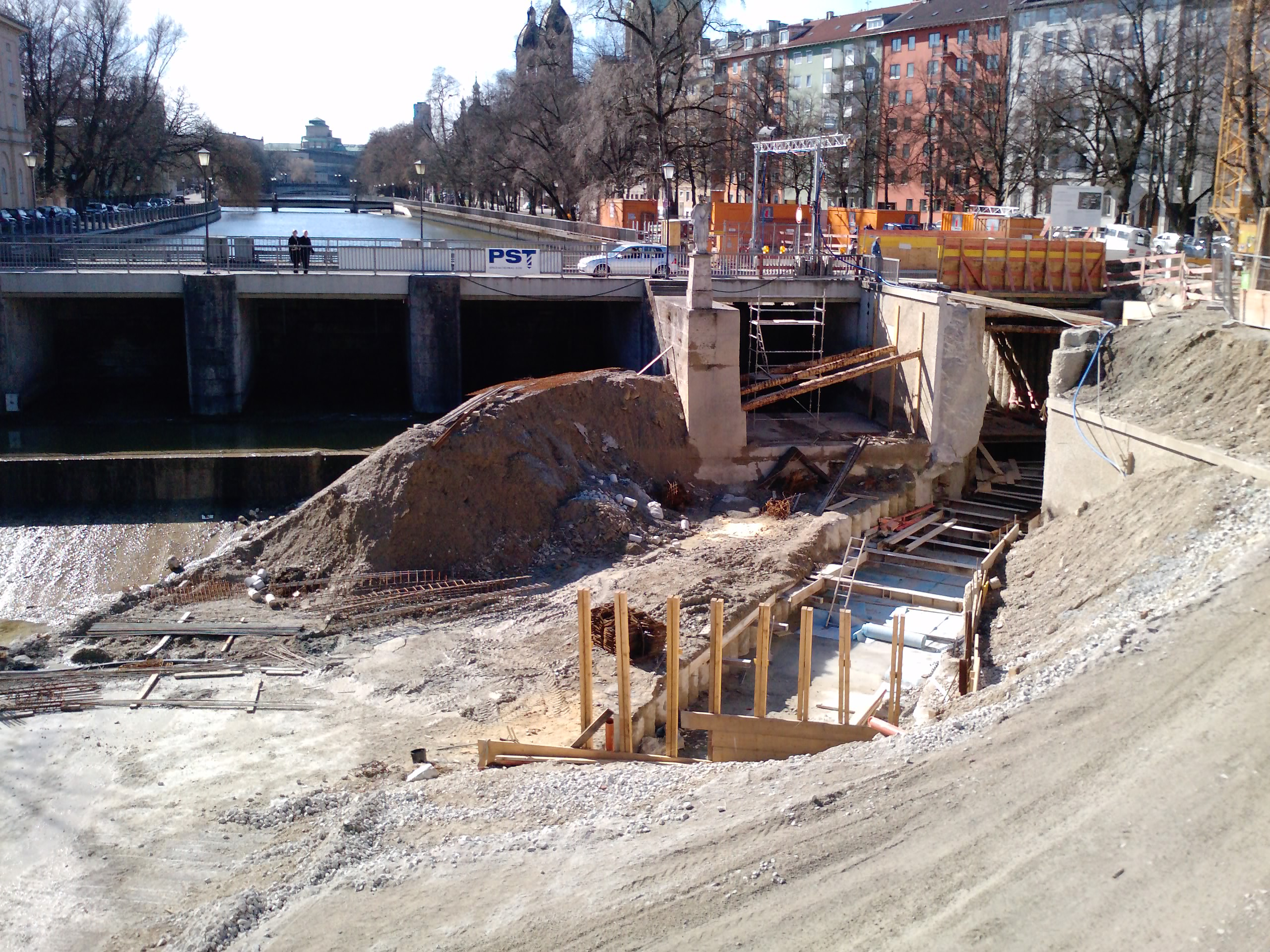
Bau des Praterkraftwerks (Blick von der Maximiliansbrücke nach Süden)
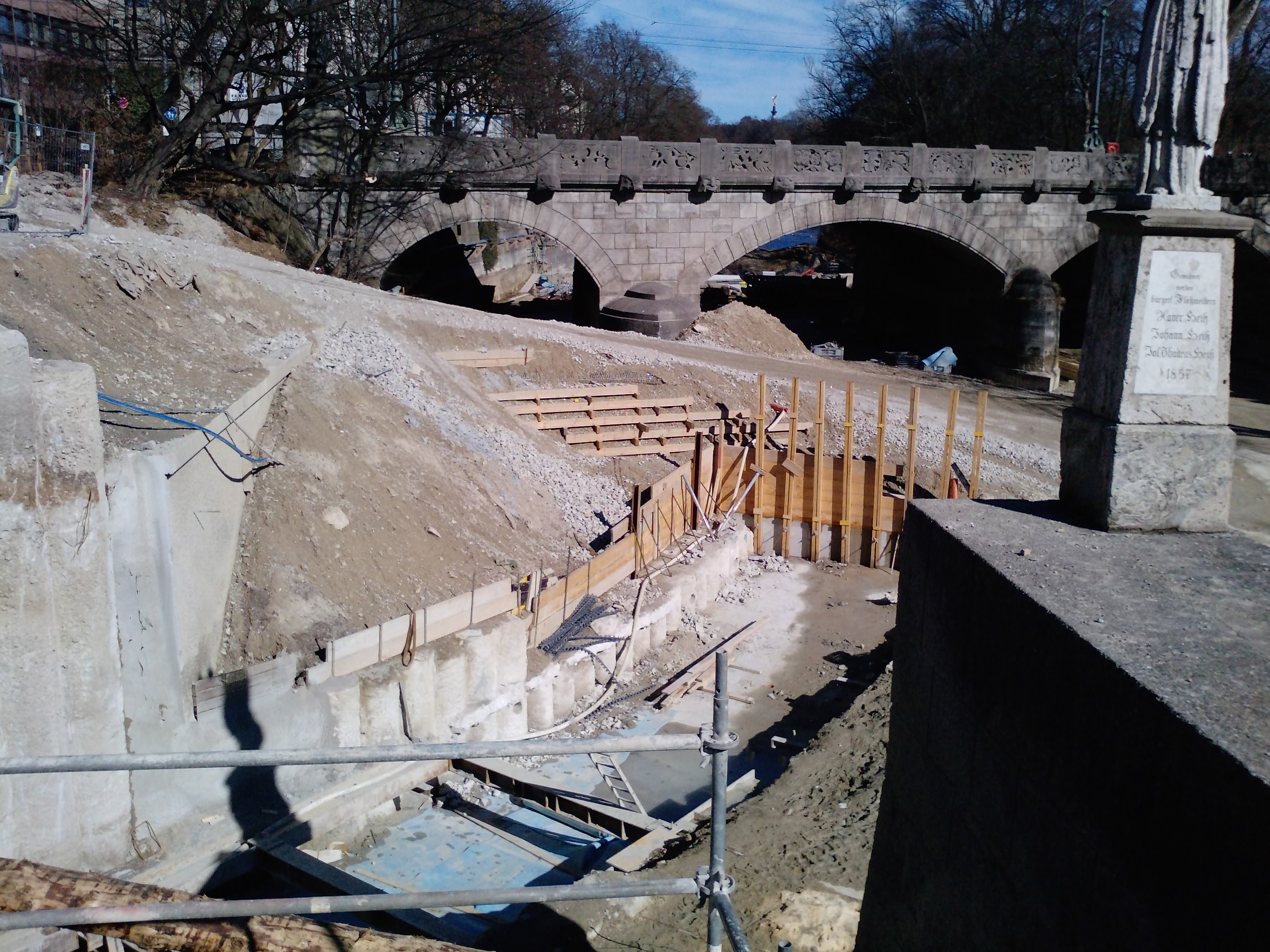
Bau des Praterkraftwerks (Blick von der Praterwehrbrücke nach Norden)
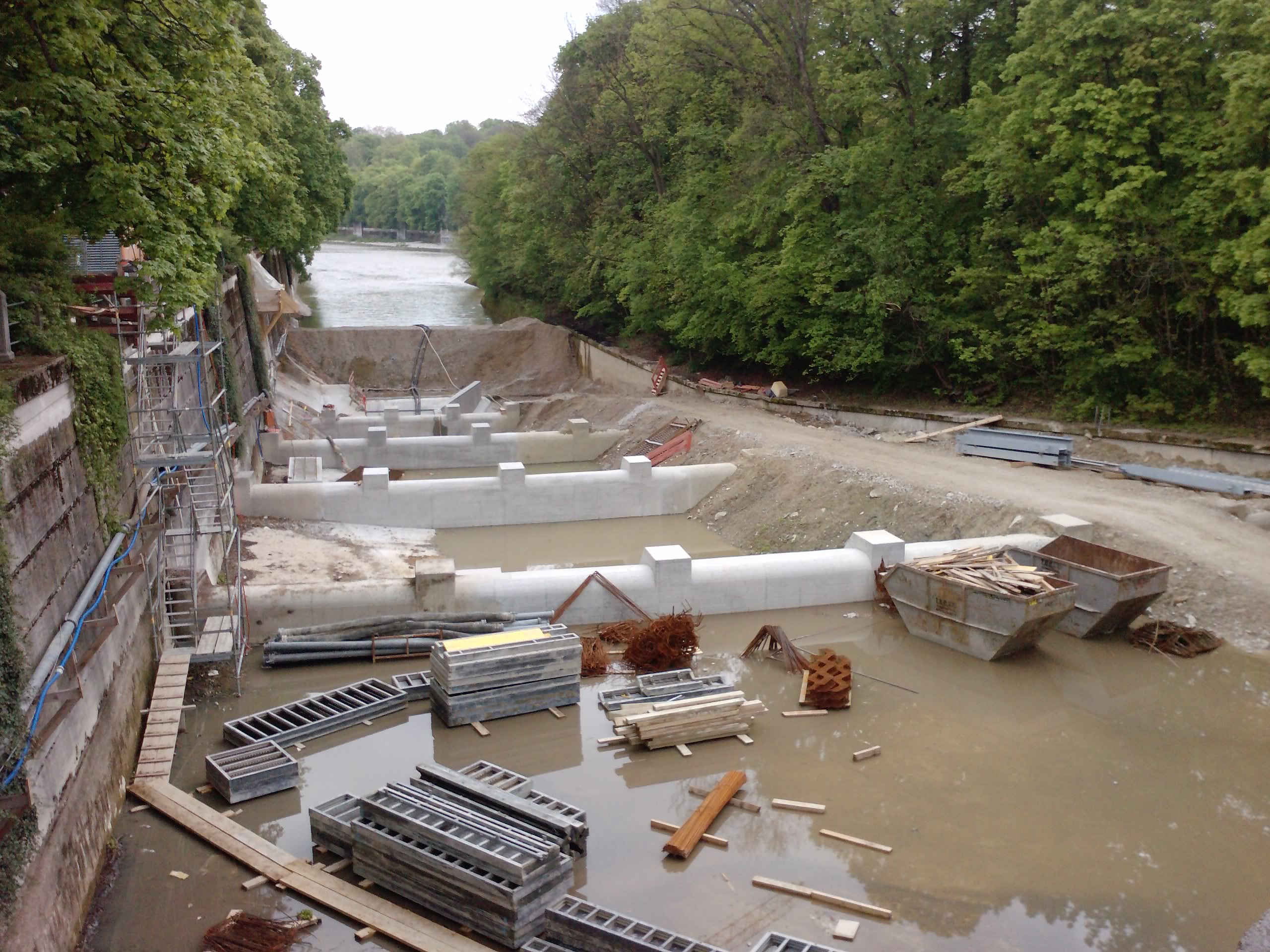
Bau des Praterkraftwerks (Blick von der Maximiliansbrücke nach Norden)
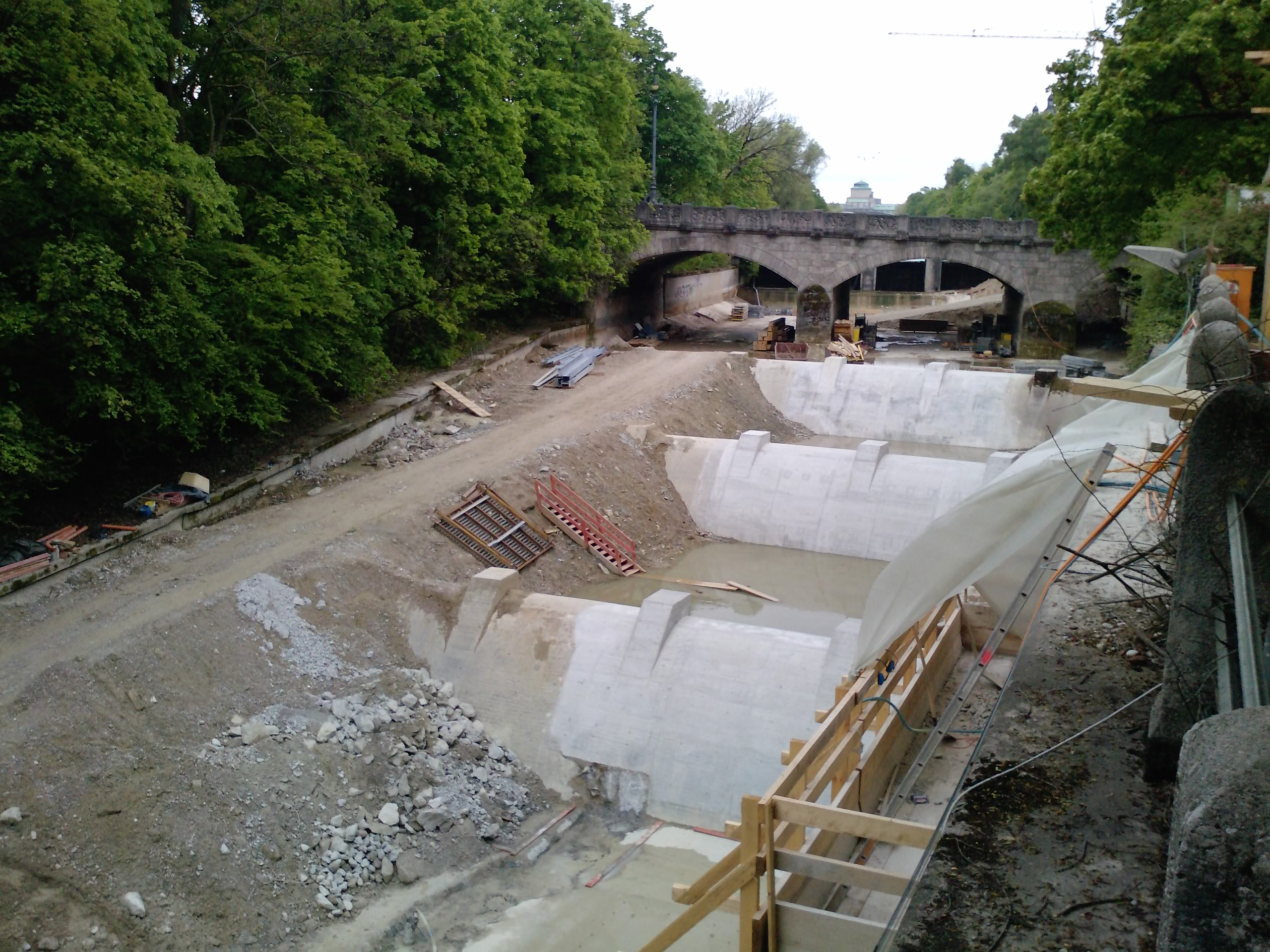
Bau des Praterkraftwerks (Blick von der Widenmayerstraße)
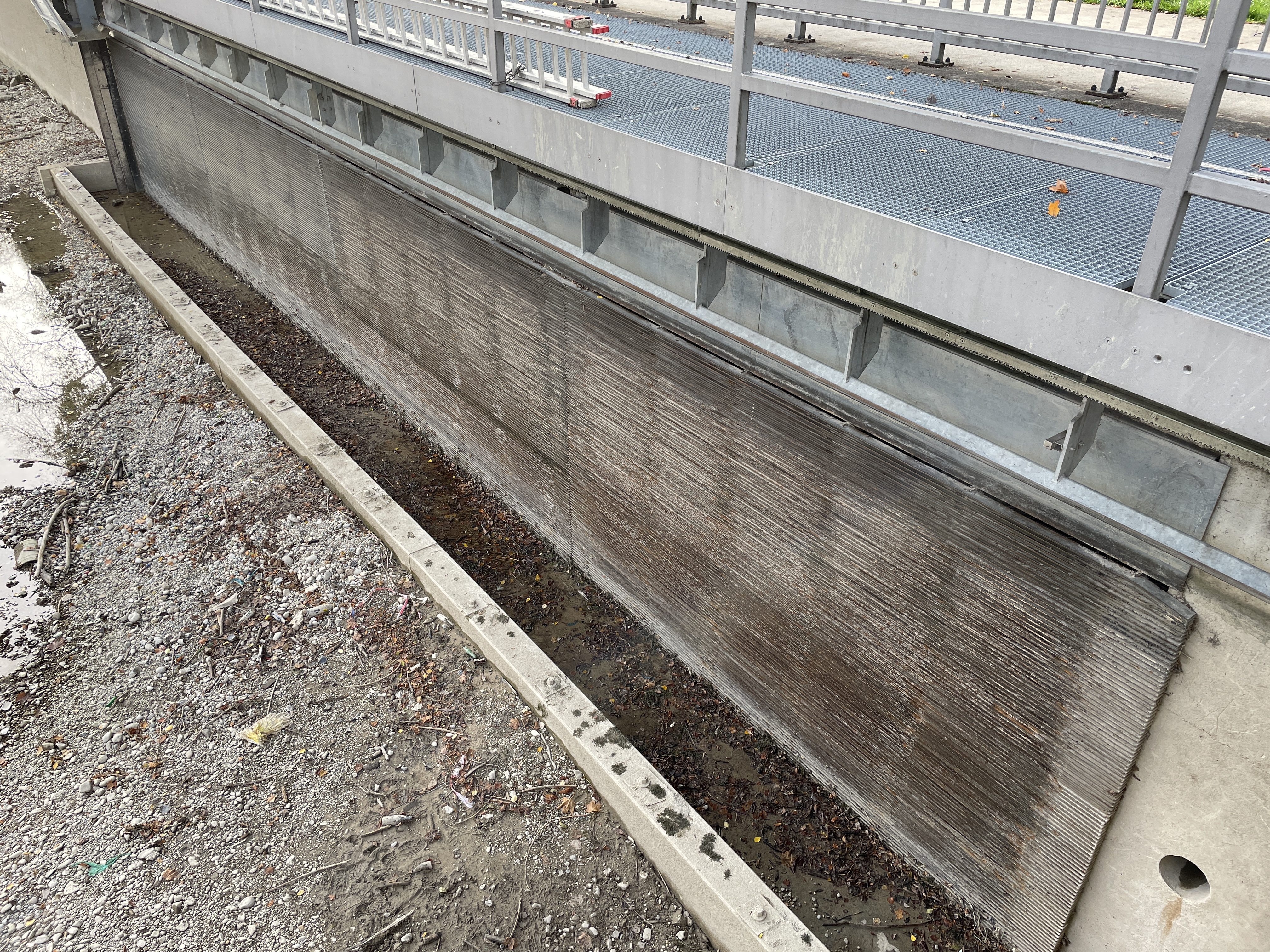
Einlass des Praterkraftwerks

## Insolvenz des Anteilseigners Green City AG
Die Betreibergesellschaft Praterkraftwerk GmbH wird zu 70 % von den Stadtwerken München und zu 30 % von der Green City AG gehalten; letztere meldete am 24. Januar 2022 Insolvenz beim Amtsgericht München an. Die Stadtwerke München beabsichtigen alleiniger Eigentümer des Praterkraftwerks zu werden und das Kraftwerk alleine weiter zu betreiben. Der Wirtschaftsausschuss des Münchner Stadtrats stimmte am 10. Mai 2022 in nicht-öffentlicher Sitzung mit großer Mehrheit für den Erwerb der restlichen 30 % des Kraftwerks. Stand Herbst 2022 laufen die Verhandlungen mit dem Insolvenzverwalter der Green City AG weiter.